# مواطنون
مواطنون هي صحيفة شهرية تونسية لسان حال التكتل الديمقراطي من أجل العمل والحريات. وقد صدر عددها الأول في جانفي 2007. يديرها مصطفى بن جعفر ويتولى رئاسة تحريرها عادل الثابتي.